# 일본국 헌법 전문
일본국 헌법 전문(일본어: 日本国憲法前文)은 일본국 헌법의 조문 앞에 있는 글로, 헌법의 취지와 기본 원칙에 대해 기술하고 있다.

## 본문
일본국 헌법 전문
일본 국민은 정당하게 선거된 국회에서의 대표자를 통하여 행동하며, 우리와 우리 자손을 위하여 모든 국민과의 협화에 의한 성과와 우리나라 전 국토에 걸쳐 자유가 가져오는 혜택을 확보하고, 정부의 행위에 의하여 또 다시 전쟁의 참화가 일어나지 않도록 함을 결의하며, 여기에 주권이 국민에 있음을 선언하여 이 헌법을 확정한다. 본디 국정은 국민의 엄숙한 신탁에 의한 것이며, 그 권위는 국민에게서 유래하고, 그 권력은 국민의 대표자가 이를 행사하며, 그 복리는 국민이 이를 누린다. 이는 인류 보편의 원리이며, 이 헌법은 이러한 원리에 근거하는 것이다. 우리는 이에 반하는 일체의 헌법, 법령 및 조칙을 배제한다.일본 국민은 항구적인 평화를 염원하며, 인간 상호의 관계를 지배하는 숭고한 이상을 깊이 자각함으로써, 평화를 사랑하는 모든 국민의 공정과 신의를 신뢰하여, 우리의 안전과 생존을 보지하기로 결의하였다. 우리는 평화를 유지하며, 전제와 예종, 압박과 편협을 지상에서 영원이 제거하고자 노력하는 국제 사회에서 명예 있는 지위를 차지하고자 한다. 우리는 전 세계의 국민이 모두 공포와 결핍을 면하고 평화롭게 생존할 권리를 가짐을 확인한다.우리는 어느 국가도 자국만을 전념하여 타국을 무시하여서는 아니되며, 정치 도덕의 법칙은 보편적이며, 이 법칙에 따르는 것은 자국의 주권을 유지하고 타국과 대등한 관계에 서겠다는 각국의 책무라고 믿는다.일본 국민은 국가의 명예를 걸고 전력을 다하여 이 숭고한 이상과 목적을 달성할 것임을 맹세한다.

## 해설
전문의 기본 원리
- 국민주권
- 기본적 인권의 존중
  - 공포에서 벗어날 권리 (자유권)
  - 결핍에서 벗어날 권리 (사회권)
  - 평화롭게 생존할 권리 (평화적 생존권)
- 평화주의

국민주권 하에서 비로소 기본적 인권이 성립된다는 원칙에 입각하여, 국민주권과 기본적 인권이 넓은 의미의 민주주의의 양 축으로 기능한다는 것이 "인류 보편의 원리"로 자리매김 되고 있다.
또한 인간의 자유 및 평화적 생존은 "항구적 평화"의 실현에 의해 확보되는 것이며, 평화주의는 기본적 인권 및 국민주권과 밀접한 관계에 있다. 국내의 민주주의와 국제 평화의 일체성은 근대적 헌법 정신에 매진해 온 원칙이다.